# Louis Williams
Pour les articles homonymes, voir Williams.
Louis « Lou » Williams, né le 27 octobre 1986 à Memphis au Tennessee, est un joueur américain de basket-ball évoluant aux postes de meneur et d'arrière (« combo guard »).
Il est drafté par les 76ers à sa sortie du lycée en 2005. Arrière de petite taille pour la NBA (1,85m), il s'impose comme un redoutable attaquant en sortie du banc. Il remporte trois fois le trophée du NBA Sixth Man of the Year, en 2015, 2018 et 2019, un record qu'il partage avec Jamal Crawford.

## Biographie

### 76ers de Philadelphie (2005-2012)
Durant sa première saison NBA, son temps de jeu et ses statistiques sont très faibles, il est alors envoyé en NBA D-League où il prouve qu'avec un temps de jeu plus important, son impact sur le jeu peut être fort. Il est alors rappelé chez les Sixers en décembre 2006. Durant ses deux premières années, il apprend beaucoup d'Allen Iverson, le leader incontestable de l'équipe, et lors du départ de celui-ci, Williams voit son temps de jeu augmenter.
Durant les cinq années suivantes, il n'est titulaire que lors de trente-huit rencontres, ce qui fait de lui l'un des sixième homme les plus prolifiques de la NBA avec des moyennes de 13,3 points et de 3,4 passes en un peu plus de 25 minutes par matchs. Durant la saison 2011-2012 il finit même meilleur marqueur de son équipe.

### Hawks d'Atlanta (2012-2014)
À la fin de cette saison, il décide de ne pas resigner de contrat avec les Sixers de Philadelphie, il est alors agent libre, free agent, et beaucoup d'équipes sont intéressés. Ce sont cependant les Hawks d'Atlanta qui réussissent à l'attirer.

### Raptors de Toronto (2014-2015)
Lors de l'intersaison 2014-2015, les Hawks l'envoient avec les droits sur Lucas Nogueira aux Raptors de Toronto en échange de John Salmons. Il est élu lors de cette même saison meilleur 6e homme de la ligue.

### Lakers de Los Angeles (2015-fév. 2017)
Le 5 juillet 2015, il rejoint les Lakers de Los Angeles pour trois ans et 21 millions de dollars.

### Rockets de Houston (fév. 2017-juin 2017)
Le 21 février 2017, il est transféré aux Rockets de Houston contre Corey Brewer et un premier tour de draft.

### Clippers de Los Angeles (juin 2017-mars 2021)
Le 28 juin 2017, il est échangé aux Clippers de Los Angeles en compagnie de Patrick Beverley, Sam Dekker, Montrezl Harrell, Darrun Hilliard, DeAndre Liggins, Kyle Wiltjer et un premier tour de draft 2018 contre Chris Paul. Le 27 novembre 2017, Williams marque 42 points dans la victoire 120 à 115 face aux Lakers. Le 9 décembre 2017 il marque à 3 points dans les ultimes secondes et donne la victoire aux siens face aux Washington Wizards (113-112). Le 31 décembre 2017 il inscrit 40 points pour contribuer à la victoire des Clippers face aux Hornets. Il fut récompensé de ces performances en étant désigné Western Conference Player of the Week de la dernière semaine de l'année 2017. Le 10 janvier 2018 il inscrit la bagatelle de 50 points (son record en carrière) dont 27 dans le troisième quart-temps face aux Golden State Warriors et permet ainsi aux siens de l'emporter haut la main.
En fin de saison 2017-2018 il est logiquement nommé NBA Sixth Man of the Year devant Eric Gordon des Rockets et Fred VanVleet des Raptors.
Le 11 février 2019, lors de la défaite des Clippers chez les Timberwolves du Minnesota sur le 120 à 111, il compile 45 points à 13/25 au tir (3/8 au tir à 3 points), 1 rebond, 4 passes décisives et 1 interception en sortie de banc.
Le 11 mars 2019, il devient le remplaçant le plus prolifique de l'histoire de la NBA lors d'une victoire face aux Celtics de Boston.
Lors des NBA Awards 2019, il remporte de nouveau le NBA Sixth Man of the Year devant son coéquipier Montrezl Harrell et Domantas Sabonis.

### Hawks d'Atlanta (mars 2021-2022)
Le 25 mars 2021, il est transféré aux Hawks d'Atlanta en échange de Rajon Rondo.
Il re-signe avec les Hawks pour un an et cinq millions de dollars à l'intersaison.
En juin 2023, Williams annonce prendre sa retraite sportive.

## Statistiques

### Saison régulière
| Sixième homme de l'année |

| Saison    | Équipe        | Matchs | Titul. | Min./m | % Tir | % 3pts | % LF | Rbds/m. | Pass/m. | Int/m. | Ctr/m. | Pts/m. |
| --------- | ------------- | ------ | ------ | ------ | ----- | ------ | ---- | ------- | ------- | ------ | ------ | ------ |
| 2005-2006 | Philadelphie  | 30     | 0      | 4,8    | 44,2  | 22,2   | 61,5 | 0,63    | 0,33    | 0,17   | 0,00   | 1,87   |
| 2006-2007 | Philadelphie  | 61     | 0      | 11,3   | 44,1  | 32,4   | 69,6 | 1,15    | 1,80    | 0,36   | 0,02   | 4,30   |
| 2007-2008 | Philadelphie  | 80     | 0      | 23,3   | 42,4  | 35,9   | 78,3 | 2,09    | 3,16    | 1,01   | 0,16   | 11,50  |
| 2008-2009 | Philadelphie  | 81     | 0      | 23,7   | 39,8  | 28,6   | 79,0 | 2,04    | 2,99    | 1,05   | 0,17   | 12,83  |
| 2009-2010 | Philadelphie  | 64     | 38     | 29,9   | 47,0  | 34,0   | 82,4 | 2,92    | 4,19    | 1,25   | 0,23   | 14,03  |
| 2010-2011 | Philadelphie  | 75     | 0      | 23,3   | 40,6  | 34,8   | 82,3 | 1,99    | 3,36    | 0,63   | 0,23   | 13,69  |
| 2011-2012 | Philadelphie  | 64     | 0      | 26,3   | 40,7  | 36,2   | 81,2 | 2,42    | 3,45    | 0,83   | 0,28   | 14,94  |
| 2012-2013 | Atlanta       | 39     | 9      | 28,7   | 42,2  | 36,7   | 86,8 | 2,05    | 3,56    | 1,13   | 0,26   | 14,13  |
| 2013-2014 | Atlanta       | 60     | 7      | 24,1   | 40,0  | 34,2   | 84,9 | 2,07    | 3,50    | 0,75   | 0,07   | 10,42  |
| 2014-2015 | Toronto       | 80     | 8      | 25,2   | 40,4  | 34,0   | 86,1 | 1,89    | 2,05    | 1,10   | 0,12   | 15,53  |
| 2015-2016 | L.A. Lakers   | 67     | 35     | 28,5   | 40,8  | 34,4   | 83,0 | 2,52    | 2,49    | 0,93   | 0,28   | 15,34  |
| 2016-2017 | L.A. Lakers   | 58     | 1      | 24,2   | 44,4  | 38,7   | 88,4 | 2,29    | 3,17    | 1,12   | 0,19   | 18,59  |
| 2016-2017 | Houston       | 23     | 0      | 25,7   | 38,3  | 31,5   | 86,7 | 3,04    | 2,43    | 0,65   | 0,39   | 14,83  |
| 2017-2018 | L.A. Clippers | 79     | 19     | 32,8   | 43,5  | 35,9   | 88,0 | 2,51    | 5,28    | 1,08   | 0,24   | 22,56  |
| 2018-2019 | L.A. Clippers | 75     | 1      | 26,6   | 42,5  | 36,1   | 87,6 | 2,96    | 5,36    | 0,76   | 0,15   | 19,97  |
| 2019-2020 | L.A. Clippers | 65     | 8      | 28,7   | 41,8  | 35,2   | 86,1 | 3,09    | 5,62    | 0,66   | 0,18   | 18,23  |
| 2020-2021 | L.A. Clippers | 42     | 3      | 21,9   | 42,1  | 37,8   | 86,6 | 2,10    | 3,43    | 0,93   | 0,10   | 12,14  |
| 2020-2021 | Atlanta       | 24     | 1      | 21,0   | 38,9  | 44,4   | 87,0 | 2,10    | 3,40    | 0,30   | 0,10   | 10,00  |
| Carrière  | Carrière      | 1067   | 122    | 24,7   | 42,0  | 35,1   | 84,1 | 2,25    | 3,46    | 0,88   | 0,18   | 14,30  |

Dernière mise à jour le 23 septembre 2021.

### Playoffs
| Saison   | Équipe        | Matchs | Titul. | Min./m | % Tir | % 3pts | % LF | Rbds/m. | Pass/m. | Int/m. | Ctr/m. | Pts/m. |
| -------- | ------------- | ------ | ------ | ------ | ----- | ------ | ---- | ------- | ------- | ------ | ------ | ------ |
| 2008     | Philadelphie  | 6      | 0      | 22,4   | 40,0  | 22,2   | 73,3 | 2,00    | 2,00    | 1,00   | 0,00   | 12,00  |
| 2009     | Philadelphie  | 6      | 0      | 24,9   | 41,2  | 37,5   | 66,7 | 2,50    | 2,83    | 0,50   | 0,17   | 9,67   |
| 2011     | Philadelphie  | 5      | 0      | 25,9   | 32,7  | 30,0   | 73,7 | 1,60    | 3,00    | 1,00   | 0,00   | 10,80  |
| 2012     | Philadelphie  | 13     | 0      | 27,6   | 35,2  | 16,7   | 78,8 | 2,08    | 3,00    | 1,00   | 0,00   | 11,46  |
| 2014     | Atlanta       | 7      | 0      | 19,0   | 38,0  | 31,2   | 93,8 | 2,29    | 1,14    | 1,00   | 0,14   | 8,29   |
| 2015     | Toronto       | 4      | 0      | 25,6   | 31,4  | 19,0   | 83,3 | 1,75    | 1,25    | 1,50   | 0,00   | 12,75  |
| 2017     | Houston       | 11     | 0      | 24,7   | 42,4  | 30,8   | 89,7 | 2,73    | 1,27    | 0,64   | 0,09   | 12,55  |
| 2019     | L.A. Clippers | 6      | 0      | 29,4   | 43,3  | 33,3   | 82,9 | 2,83    | 7,67    | 0,83   | 0,17   | 21,67  |
| 2020     | L.A. Clippers | 13     | 0      | 26,2   | 42,5  | 23,5   | 81,1 | 3,15    | 4,23    | 0,69   | 0,15   | 12,77  |
| 2021     | Atlanta       | 18     | 2      | 15,4   | 45,5  | 43,3   | 96,3 | 1,40    | 2,20    | 0,70   | 0,10   | 7,70   |
| Carrière | Carrière      | 89     | 2      | 23,3   | 40,0  | 27,6   | 82,0 | 2,20    | 2,80    | 0,80   | 0,10   | 11,40  |

Dernière mise à jour le 23 septembre 2021.

## Records sur une rencontre en NBA
Les records personnels de Louis Williams en NBA sont les suivants, :
| Type de statistique        | Saison régulière | Saison régulière           | Saison régulière | Playoffs | Playoffs                   | Playoffs          |
| Type de statistique        | Record           | Adversaire                 | Date             | Record   | Adversaire                 | Date              |
| -------------------------- | ---------------- | -------------------------- | ---------------- | -------- | -------------------------- | ----------------- |
| Points                     | 50               | @ Warriors de Golden State | 10 janvier 2018  | 36       | 2 fois                     | 2 fois            |
| Paniers marqués            | 16               | @ Warriors de Golden State | 10 janvier 2018  | 13       | 2 fois                     | 2 fois            |
| Paniers tentés             | 33               | @ Celtics de Boston        | 13 février 2020  | 22       | @ Warriors de Golden State | 15 avril 2019     |
| Paniers à 3 points réussis | 8                | @ Warriors de Golden State | 10 janvier 2018  | 3        | 3 fois                     | 3 fois            |
| Paniers à 3 points tentés  | 16               | @ Warriors de Golden State | 10 janvier 2018  | 8        | Wizards de Washington      | 18 avril 2015     |
| Lancers francs réussis     | 16               | 2 fois                     | 2 fois           | 10       | Wizards de Washington      | 21 avril 2015     |
| Lancers francs tentés      | 19               | Nuggets de Denver          | 3 novembre 2015  | 10       | 4 fois                     | 4 fois            |
| Rebonds offensifs          | 3                | 16 fois                    | 16 fois          | 3        | Nuggets de Denver          | 15 septembre 2020 |
| Rebonds défensifs          | 10               | 3 fois                     | 3 fois           | 5        | 3 fois                     | 3 fois            |
| Rebonds totaux             | 10               | 3 fois                     | 3 fois           | 7        | 2 fois                     | 2 fois            |
| Passes décisives           | 13               | @ Grizzlies de Memphis     | 27 novembre 2019 | 11       | @ Warriors de Golden State | 15 avril 2019     |
| Interceptions              | 10               | @ Jazz de l'Utah           | 20 janvier 2018  | 4        | Pacers de l'Indiana        | 26 avril 2014     |
| Contres                    | 3                | 5 fois                     | 5 fois           | 1        | 7 fois                     | 7 fois            |
| Balles perdues             | 8                | Kings de Sacramento        | 22 février 2020  | 6        | @ Bucks de Milwaukee       | 1er juillet 2021  |
| Minutes jouées             | 48               | Pistons de Détroit         | 26 décembre 2012 | 39       | @ Celtics de Boston        | 14 mai 2012       |

- Double-double : 23 (dont 2 en playoffs)
- Triple-double : 1

Dernière mise à jour : 17 août 2022

## Pour approfondir
- Liste des joueurs en NBA ayant joué plus de 1 000 matchs en carrière.
- Liste des meilleurs marqueurs en NBA en carrière.
- Liste des joueurs de NBA avec 9 interceptions et plus sur un match.